# Bosquerola de Cardona
La bosquerola de Cardona (Myioborus cardonai) és un ocell de la família dels parúlids (Parulidae).

## Hàbitat i distribució
Habita la selva pluvial de les muntanyes del sud de Veneçuela.